# Паралел 42
Паралел 42 е българска рок група от Пловдив.

## История
Основана е през 1972 под името „Спектър“. По-късно е прекръстена на „Паралел 42“, тъй като единственият географски паралел, който пресича България, минава през Пловдив. В началото на 80-те години печелят няколко награди на младежкия конкурс за забавна песен, както и наградата на БНТ за песента „Последна любов“ през 1983. Също така групата участва в много концерти и турнета с група „Стил“, Мария Нейкова, Вили Кавалджиев и други. През 1986 групата се разпада.
Основните членове на групата в най-активния им концертен, творчески и записен период 1982 – 1984 са: Кузман Бирбучуков – китара, Цветан Георгиев „George May“ – основен вокал, китара, Георги Бирбучуков – бас, Боян Динев – клавишни, Данаил Годжев – ударни
През 2012 бившият китарист на Паралел 42 Цветан Георгиев решава да събере част от групата и да заснеме клипове на най-големите им хитове.